# 1187年10月教宗選舉
1187年10月教宗選舉在烏爾班三世離世後舉行。樞機選出阿爾伯特·德·莫拉樞機為新教宗，他取名為「額我略八世」。

## 烏爾班三世離世和額我略八世當選
1187年10月20日，烏爾班三世於費拉拉離世。翌日，烏爾班三世離世時陪伴在側的13位樞機開始選出他的繼任人。選舉裏共有3位候選人，他們是亨利·德·馬爾恰克、保祿·斯科拉里和阿爾伯特·德·莫拉。不過，馬爾恰克樞機不肯成為教宗，而斯科拉里樞機則身患重病。故此樞機團於同年11月21日一致選出年老的莫拉樞機為新教宗，他取名為「額我略八世」。

## 參與選舉的樞機
烏爾班三世離世時共有約23位樞機。根據1187年10月發出的教宗詔書上簽署，當時可能有13位樞機參與選舉。
| 姓名                 | 出生地                | 於羅馬的領銜職務                                | 冊封樞機日期   | 冊封者       | 備註                                                          |
| -------------------- | --------------------- | ----------------------------------------------- | -------------- | ------------ | ------------------------------------------------------------- |
| 亨利·德·馬爾恰克     | 法國的馬西城堡        | 阿爾巴諾羅馬城郊教區主教                        | 1179年3月      | 亞歷山大三世 | 拒絕成為教宗                                                  |
| 保祿·斯科拉里        | 羅馬                  | 帕萊斯特里納羅馬城郊教區主教                    | 1179年9月21日  | 亞歷山大三世 | 利伯略大殿總司鐸、 後來的教宗克勉三世                         |
| 蒂博                 | 法國                  | 奧斯蒂亞羅馬城郊教區及 韋萊特里羅馬城郊教區主教 | 1184年         | 路爵三世     |                                                               |
| 阿爾伯特·德·莫拉     | 貝內文托              | 盧奇娜的聖老楞佐堂區司鐸                        | 1156年12月21日 | 亞德四世     | 首席司鐸、羅馬天主教會總理及 於這次選舉裏當選為教宗額我略八世 |
| 伯多祿·德·博諾       | 羅馬                  | 戴克里先浴場聖女蘇撒納堂區司鐸                  | 1166年3月18日  | 亞歷山大三世 |                                                               |
| 勞倫特·德·帕洛莫     | 佛羅倫斯附近的 帕洛莫 | 越台伯河的聖母堂區司鐸                          | 1173年9月21日  | 亞歷山大三世 |                                                               |
| 美利羅·拉·貝耶       | 比薩                  | 聖若望及保祿堂區司鐸                            | 1185年3月16日  | 路爵三世     | 總務樞機                                                      |
| 艾德拉德·郭居靜      | 维罗纳                | 聖瑪策祿堂區司鐸                                | 1185年3月16日  | 路爵三世     | 未來的維羅納主教                                              |
| 加辛托·博波恩·柯西尼 | 羅馬                  | 希臘聖母執事區執事                              | 1144年12月22日 | 路爵二世     | 首席助祭、後來的教宗雷定三世                                  |
| 格拉齊亞諾·達·比薩   | 比薩                  | 聖葛斯默和達彌盎執事區執事                      | 1178年3月4日   | 亞歷山大三世 |                                                               |
| 奧塔維亞諾·迪·保利   | 羅馬                  | 聖色爾爵及伯古斯執事區執事                      | 1182年12月18日 | 路爵三世     | 未來的奧斯蒂亞及韋萊特里主教                                  |
| 伯多祿·戴安娜        | 皮亞琴察              | 聖尼各老監獄執事區執事                          | 1185年3月16日  | 路爵三世     |                                                               |
| 奈傑爾·尼古拉斯      | 不詳                  | 維拉布洛聖喬治執事區執事                        | 1185年3月16日  | 路爵三世     |                                                               |

上述13位樞機裏亞歷山大三世和路爵三世分別冊封了5位和6位樞機，而亞德四世和路爵二世則各自冊封了1位樞機。

## 缺席選舉的樞機
有10位樞機可能沒有參與選舉。
| 姓名                    | 出生地     | 於羅馬的領銜職務           | 冊封樞機日期     | 冊封者       | 備註                                     |
| ----------------------- | ---------- | -------------------------- | ---------------- | ------------ | ---------------------------------------- |
| 康拉德·馮·維特爾斯巴赫  | 巴伐利亚   | 薩比娜羅馬城郊教區主教     | 1165年12月18日   | 亞歷山大三世 | 樞機團團長、薩爾斯堡總主教及外地樞機     |
| 若望·孔蒂·德·阿納尼     | 阿納尼     | 聖馬爾谷堂區司鐸           | 1158年或1159年   | 亞德四世     | 未來的帕萊斯特里納主教                   |
| 魯杰羅·迪·聖塞韋里諾    | 聖塞韋里諾 | 聖尤西比奧堂區司鐸         | 約1178年至1180年 | 亞歷山大三世 | 貝內文托總主教和外地樞機                 |
| 紀堯姆·柯斯·布蘭斯·敏斯 | 法國       | 聖撒比納堂區司鐸           | 1179年3月        | 亞歷山大三世 | 法蘭西王國國務卿蘭斯總主教和 外地樞機    |
| 潘多爾福                | 盧卡       | 十二宗徒堂區司鐸           | 1182年12月18日   | 路爵三世     |                                          |
| 阿爾比努斯              | 不詳       | 耶路撒冷聖十字堂區司鐸     | 1182年12月18日   | 路爵三世     | 未來的阿爾巴諾羅馬城郊教區領銜主教       |
| 蘇非多                  | 皮斯托亞   | 拉塔路聖母執事區執事       | 1182年12月18日   | 路爵三世     | 駐法國宗座使節                           |
| 波波                    | 羅馬       | 魚市場的聖安傑洛執事區執事 | 1182年12月18日   | 路爵三世     | 駐法國宗座使節、 未來的波多-聖魯菲納主教 |
| 赫拉爾·阿利色古尼       | 盧卡       | 聖亞德執事區執事           | 1182年12月18日   | 路爵三世     | 羅馬教區代理主教                         |
| 羅蘭度                  | 比薩       | 金碧地利聖母執事區執事     | 1185年3月16日    | 路爵三世     | 前候任多勒主教                           |

上述10位缺席選舉的樞機裏亞歷山大三世和路爵三世分別冊封了3位和6位樞機，而亞德四世則冊封了1位樞機。

## 額我略八世加冕及後續
1187年10月25日，額我略八世在費拉拉主教座堂加冕。在位57日後，他在1187年12月17日離世。他在位期間沒有冊封任何樞機。

## 腳註及參考書目

### 腳註
1. 1 2  John Paul Adams. . California State University Northridge.   [2017-07-07]. （原始内容存档于2016-03-03） （英语）.
2. ↑   Frederic J. Baumgartner. . Palgrave Macmillan. 2003: 33. ISBN 0-312-29463-8 （英语）.
3. ↑  Robinson, p. 87
4. ↑  Robinson, p. 44 & 86-87; Kartusch, p. 30; Jaffé, p. 492-493 & 528
5. ↑  Jaffé, p. 492-493 & 528
6. 1 2  . The Vatican.   [2018-08-02]. （原始内容存档于2018-08-02） （英语）.
7. ↑  Salvador Miranda. . Florida International University.   [2017-07-07].
8. ↑  Salvador Miranda. . Florida International University.   [2017-07-08]. （原始内容存档于2016-03-05） （英语）.
9. ↑  Salvador Miranda. . Florida International University.   [2017-07-07]. （原始内容存档于2016-03-05） （英语）.
10. ↑  Salvador Miranda. . Florida International University.   [2017-07-08]. （原始内容存档于2018-04-08） （英语）.
11. ↑  Ganzer, pp. 129-131 no. 52
12. ↑  Salvador Miranda. . Florida International University.   [2017-07-07]. （原始内容存档于2016-03-05） （英语）.
13. ↑  Ganzer, pp. 125-129 no. 51
14. ↑  Salvador Miranda. . Florida International University.   [2017-07-08]. （原始内容存档于2017-02-01） （英语）.
15. ↑  Salvador Miranda. . Florida International University.   [2017-07-08]. （原始内容存档于2017-02-01） （英语）.
16. ↑  Salvador Miranda. . Florida International University.   [2017-07-07]. （原始内容存档于2016-03-05） （英语）.
17. ↑  Salvador Miranda. . Florida International University.   [2017-07-07]. （原始内容存档于2016-03-05） （英语）.
18. ↑  . The Holy See.   [2017-07-07]. （原始内容存档于2017-07-10） （英语）.
19. ↑  Salvador Miranda. . Florida International University.   [2017-07-08]. （原始内容存档于2015-09-19） （英语）.